# لويز هابيل
لويز هابيل (بالنرويجية: Louise Abel)‏ (و. 1841 – 1907 م) هي مصورة نرويجية، توفيت عن عمر يناهز 66 عاماً.